# Agostino Novella
Agostino Novella (Genova, 14 dicembre 1905 – Roma, 14 settembre 1974) è stato un operaio, sindacalista e politico italiano.

## Biografia
Rimasto orfano in giovane età, per sopperire alle difficoltà economiche seguite alla perdita del padre, entrò nel mondo del lavoro come operaio. Dopo aver aderito al marxismo si iscrisse alla FIOM e partecipò alle proteste sindacali del "biennio rosso" (1919-1920). Segretario dei metalmeccanici di Genova, nel 1924 aderì al Partito Comunista Italiano ma l'avvento del fascismo lo costrinse all'inattività per quasi vent'anni.
Durante la seconda guerra mondiale si trasferì a Roma, dove prese parte alla Resistenza partigiana tra le file delle Brigate Garibaldi. Membro della direzione del PCI, dal 1946 al 1949 fu segretario regionale dei comunisti in Lombardia ma, successivamente, preferì dedicarsi al sindacato: entrato nella segreteria nazionale della CGIL, dal 1951 al 1953 diresse, insieme con Giuseppe Di Vittorio, il dipartimento organizzativo della confederazione.
Nel 1955, a seguito di un arretramento della CGIL nelle elezioni sindacali, tornò alla FIOM. Tuttavia nel 1957, alla morte di Di Vittorio, venne eletto, quasi all'unanimità, segretario nazionale della CGIL, incarico che manterrà per tredici anni. Sotto la sua gestione si realizzò quella "riscossa operaia" che portò il suo sindacato a superare nettamente, come numero di iscritti, la UIL e la CISL. A differenza di molti dei suoi successori, Novella non tentò sempre la strada unitaria e, nel biennio 1968-1969, appoggiò alcuni scioperi anche a costo di raffreddare i rapporti con le altre confederazioni.
Nel 1970 si dimise dalla segreteria (venendo sostituito da Luciano Lama) e tornò ad occuparsi del PCI: fu collaboratore di Enrico Berlinguer ed entrò nella segreteria nazionale del partito.

## Opere
- Il piano economico della CGIL: Conferenza tenuta ai quadri e attivisti sindacali presso la CCdL di Milano il 17 novembre 1949. Milano, Camera del Lavoro, 1949.
- Per l'aumento dei salari di tutti i lavoratori: Relazione al Comitato direttivo della CGIL, 25-26 febbraio 1958. Roma, Ufficio stampa e propaganda della CGIL, 1959.
- Per un tenore di vita elevato e moderno, per lo sviluppo economico e democratico del Paese, affermiamo l'unità e il potere contrattuale del sindacato: Milano, 2-7 aprile 1960. Roma, Editr. Lavoro, 1960.
- Un sindacato forte nelle fabbriche e nel paese per un nuovo ordinamento contrattuale. Roma, Ufficio stampa e propaganda CGIL, 1961.
- Per il rinnovamento economico e sociale del Mezzogiorno si sviluppi sempre più intensa l'azione unitaria dei lavoratori italiani. Napoli, 17-18 novembre 1961. Roma, Stampagraf, 1962.
- Relazione al VII congresso Cgil: Livorno, 16-21 giugno 1969. Roma, Editrice sindacale italiana, 1969.
- Le regioni momento nuovo dello sviluppo democratico. Roma, Visigalli-Pasetti Arti Grafiche, 1970.
- Scritti e discorsi, 1957-1970. A cura di Gianfranco Bianchi e Renzo Rosso. Roma, Editrice sindacale italiana, 1981.